# Ульмер, Эдгар Георг
Э́дгар Гео́рг У́льмер (нем. Edgar Georg Ulmer; 17 сентября 1904 года, Оломоуц, Австро-Венгрия — 30 сентября 1972 года, Вудленд-Хиллз, Калифорния, США) — австро-венгерский и американский кинорежиссёр.
«Ульмер был одним из немногих по-настоящему творческих кинорежиссёров, которые избрали для себя мир низкобюджетных фильмов категории В, уйдя из мира богатых, мейнстримовых, широко рекламируемых картин категории А». Наиболее известными режиссёрскими работами Ульмера стали фильм ужасов «Чёрный кот» и фильм-нуар «Объезд». Режиссёр и кинокритик Питер Богданович восхвалял режиссёрскую работу Ульмера также в таких низкобюджетных фильмах, как «Обнажённый рассвет» (1955) и «Семеро против смерти (Пещера)» (1964), которые он называл классикой, отмечая, что «столь многие фильмы Ульмера имеют такой ясный и узнаваемый почерк, несмотря на то, что делались с незначительной поддержкой и на столь малые средства».
Если не считать непродолжительной работы на студии «Universal Pictures» в середине 1930-х годов и на студии «United Artists» в 1946—1947 годах, в основном карьера Ульмера связана с небольшими киностудиями («нищая группа»), такими как «Producers Releasing Corporation». Работая на PRC, Ульмер стал фактическим главой этой корпорации, осуществляя надзор за работой других режиссёров и помогая президенту компании в составлении ежегодного производственного плана.

## Биография и карьера

### Ранние годы
Эдгар Г. Ульмер родился 17 сентября 1904 года в Оломоуце (Моравия, Австро-Венгрия) в еврейской семье. Ещё подростком Ульмер начал работать в Вене декоратором в театре австрийского режиссёра Макса Рейнхардта. Он изучал архитектуру и философию, пробовал себя в роли театрального актёра. В 1923 году Ульмер в составе театра Рейнхардта приезжал в США с пьесой «Чудо», которая шла на Бродвее.
По возвращении в Германию Ульмер работал ассистентом режиссёра у Ф. В. Мурнау, а затем — художником-постановщиком его фильма «Восход солнца», который снимался в Голливуде в 1927 году. Затем Ульмер вернулся в Германию, где совместно с Робертом Сиодмаком поставил свой первый художественный фильм «Мужчины воскресенья» (1929). Затем Ульмер переехал в Голливуд, где работал художником и сценаристом, в частности, на фильме В. Ф. Мурнау «Табу».

### Режиссёрская карьера в 1930-е годы
После трёх лет работы в США в качестве художника, в конце 1933 года Ульмер приступил к режиссёрской работе. Первым полнометражным фильмом, поставленным Ульмером в США, был «Разрушенные жизни», низкобюджетный фильм об ужасах венерического заболевания. Он был снят в Голливуде на плёнку, предоставленную Американской ассоциацией общественной гигиены для Канадского совета общественного здоровья и впервые показан в Торонто.
Его второй фильм «Чёрный кот» с участием Белы Лугоши и Бориса Карлоффа был произведён для одной из крупнейших студий «Юниверсал пикчерс». Продемонстрировав поразительный визуальный стиль, который станет отличительной чертой творчества Ульмера, фильм стал крупнейшим хитом «Юниверсал» в тот сезон. Этот необычный и душераздирающий хоррор, который как будто создан поражать и заставлять вздрагивать при каждом сюжетном повороте, соединил пугающий садизм с умной чёрной комедией. «Чёрный кот», казалось, провозгласил появление крупного нового таланта в жанре. Но по иронии судьбы, это был последний фильм Ульмера на крупной студии в течение 14 лет.
У Ульмера начался роман с женой продюсера Макса Александера, который был племянником главы студии «Юниверсал» Карла Леммле. Развод Ширли Александер с мужем и её последующий брак с Ульмером привели к тому, что Ульмер фактически был лишён возможности работать на основных голливудских киностудиях. В итоге, Ульмер провёл большую часть своей режиссёрской карьеры, снимая фильмы категории В на небольших студиях.
Чтобы получить хотя бы какую работу в кино, Ульмер был вынужден перебраться в Нью-Йорк, где все ещё теплилась когда-то мощная киноиндустрия. Очень не многие талантливые режиссёры Голливуда в то время уезжали на Восток, и Ульмер, имея за плечами опыт работы в Голливуде и в Германии (и один голливудский хит в обойме), стал настоящей находкой для нью-йоркских кинопроизводителей. Он, в свою очередь, нашёл место, где может продолжить свою карьеру, создавая фильмы для продюсеров, работающих с конкретной, довольно значительной аудиторией. Ульмер первоначально специализировался на «этнических» фильмах, в частности, на украинскую тему — «Наталка полтавка» (1937), «Казаки в ссылке» (1939), и на идише — «Свет впереди» (1939), «Американский сват» (אַמעריקאַנער שדכן  — американер шатхн, 1940). Самым известным среди фильмов на идише стал «Зелёные поля» (1939), поставленный совместно с Яковом Бен-Ами.

### Режиссёрская карьера в 1940-е годы
Значительную часть своей остальной карьеры Ульмер провёл на студии PRC, занимавшей к моменту его прихода низшую ступень на лестнице бедных студий Голливуда. В октябре 1943 года он подписал со студией долгосрочный контракт и поставил «крупнобюджетный» (по меркам PRC) фильм «Джазовая площадка», став на студии режиссёром номер 1. В биографии режиссёра, представленной в книге «World Film Directors, Volume One, 1890-1945» (ред. Джон Уэйкман, 1987), утверждается: «Сегодня имя Ульмера остаётся главной причиной того, что название студии PRC вообще упоминается в истории Голливуда». Именно в этот период стала складываться репутации Ульмера как своего рода кинематографического фокусника, умевшего реализовывать хорошие идеи на экране за очень маленькие деньги. Этому во многом способствовала помощь его жены Ширли Ульмер, которая работала сценаристом и сценарным редактором на многих его фильмах.
Когда Ульмер пришёл на существовавшую уже два года студию, PRC под руководством нового генерального продюсера Леона Фромкесса начала повышать уровень своих фильмов. Ульмер и Фромкесс хорошо сработались, и Ульмер смог убедить своего босса в том, что он не только способен снимать хорошие фильмы за небольшие деньги, но также исполнять руководящие продюсерские функции. В итоге, оставаясь ведущим режиссёром компании, Ульмер смог также стать одной из главных движущих сил PRC, оказав заметное влияние на повышение художественного уровня фильмов и улучшение имиджа компании. Он был главным продюсером во всех смыслах, кроме занимаемой должности, не только самостоятельно разрабатывая собственные проекты, но и приглашая на фильмы других режиссёров по своему выбору.
Собственные работы Ульмера этого периода относятся с числу наиболее сложных и увлекательных фильмов категории В 1940-х годов. Одним из лучших фильмов в Ульмера стала красивая, лиричная, трогательная и одновременно напряжённая историческая драма «Синяя борода» (1944) с Джоном Кэррадайном в роли знаменитого душителя. Горестный и пронзительный фильм нуар «Странная иллюзия» (1945) предлагал современную трактовку гамлетовского сюжета. Нуаровый дорожный триллер «Объезд» (1945) был снят менее чем за неделю и менее, чем за 20 тысяч долларов, но его до сих пор часто показывают по телевидению, он периодически возвращается в кинотеатры и изучается на кинокурсах по всему миру. «Объезд» был широко признан как один из лучших образцов низкобюджетного фильма нуар, и в 1992 году был включён Национальным советом по сохранности фильмов Библиотеки Конгресса США в Национальный реестр фильмов. Все эти фильмы смотрелись намного лучше и были более запоминающимися, чем фильмы, сделанные на больших студиях, которые стоили в десять или двадцать раз больше.
Ульмер проработал на PRC вплоть до 1947 года, когда его пригласили на студию «Юнайтед артистс» поставить фильм «Странная женщина». Это была первая за 13 лет возможность для Ульмера поработать на крупной студии, которая давала значительно большие возможности в плане бюджета, подбора актёров и организации съёмочного процесса. Всего в 1947 году Ульмер сделал три крупных фильма, которые получили широкую рекламу, прокат и критику — «Странная женщина», «Карнеги-холл» и «Безжалостный» (выпущенный год спустя). Нуаровый исторический триллер «Странная женщина» с захватывающей игрой очаровательной Хеди Ламарр критики относят к его лучшим фильмам. «Безжалостный» был также довольно удачным нуаровым экспериментом в духе «Гражданина Кейна». «Карнеги-холл» был поставлен при содействии дирижёра Фрица Райнера, который был крёстным отцом дочери Ульмера Арианны. В фильме представлены выступления многих ведущих артистов классической музыки того времени, включая самого Райнера, Яшу Хейфеца, Артура Рубинштейна, Григория Пятигорского и Лили Понс.

### Кинокарьера в 1950-60-е годы
В 1949 году Ульмер снял в Италии исторический приключенческий боевик «Пираты Капри», после чего вернулся на «Юнайтед артистс», где в 1951 году поставил фильм «Человек с планеты Х», одну из первых и самых странных (и очень популярных) научно-фантастических историй о пришельцах. В 1951 году Ульмер снял в Нью-Йорке достаточно оригинальную комедийную драму «Святой Бенни карманник», но большая часть фильмов Ульмера на протяжении последующих лет была довольно традиционной по содержанию и постановке.
В начале 1960-х годов Ульмер выпустил серию странных, увлекательных низкобюджетных научно-фантастических фильмов «За пределами временного барьера» (1960), «Поразительный прозрачный человек» (1960) и «Атлантида (Путешествие под пустыней)» (1961), последний из которых стал ремейком фильма его друга Сеймура Небензала, поставленного в Германии в 1932 году. Ульмер завершил свою карьеру в 1965 году одной из самых необычных драм о Второй мировой войне, фильмом «Пещера (Семеро против смерти)».
Эдгар Ульмер умер 30 сентября 1972 года в Вудленд-хиллс, Калифорния, после инсульта.

## Избранная фильмография

### Как режиссёр
- 1930 — Люди воскресенья / Menschen am Sonntag (сорежиссёр)
- 1933 — Разрушенные жизни / Damaged Lives
- 1934 — Чёрный кот / The Black Cat
- 1937 — Наталка Полтавка / Natalka Poltavka
- 1939 — Казаки в изгнании / Cossacks in Exile
- 1939 — Свет впереди / The Light Ahead
- 1939 — Зелёные поля / Green Fields (сорежиссёр)
- 1939 — Луна над Гарлемом / Moon Over Harlem
- 1943 — Девушки в цепях / Girls in Chains
- 1944 — Синяя борода / Bluebeard
- 1945 — Странная иллюзия / Strange Illusion
- 1945 — Объезд / Detour
- 1946 — Странная женщина / The Strange Woman
- 1946 — Жена Монте-Кристо / The Wife of Monte Cristo
- 1947 — Карнеги-холл / Carnegie Hall
- 1948 — Безжалостный / Ruthless
- 1949 — Пираты Капри / The Pirates of Capri
- 1951 — Человек с планеты Х / The Man from Planet X
- 1951 — Святой Бенни карманник / St. Benny the Dip
- 1952 — Малышки в Багдаде / Babes in Bagdad
- 1955 — Убийство — моя работа / Murder Is My Beat
- 1955 — Нагой рассвет / The Naked Dawn
- 1957 — Дочь доктора Джекилла / Daughter of Dr. Jekyll
- 1958 — Обнажённая Венера / Naked Venus
- 1960 — Поразительный прозрачный человек / The Amazing Transparent Man
- 1960 — За пределами временного барьера / Beyond the Time Barrier
- 1964 — Семеро против смерти (Пещера) / Sette contro la morte / The Cavern